# Sóc bay sao
Sóc bay sao (Petaurista elegans) là loài động vật gặm nhấm thuộc họ Sóc. Loài này phân bố ở Trung Quốc, Ấn Độ, Indonesia, Lào, Malaysia, Myanmar, Nepal và Việt Nam.

## Đặc Điểm
Sóc Bay cỡ trung bình . tai màu nâu sẫm , phần dưới màu hung đen.Đầu và lưng màu nâu hay nâu hung đỏ với những vết đốm sáng không đều rải rác . Màng cánh da có lông nâu vàng trên nền đen , nền có màu lốm đốm hay vằn . Ở dưới màng da có những vết màu trắng đỏ không đều rải rác

## Hình ảnh

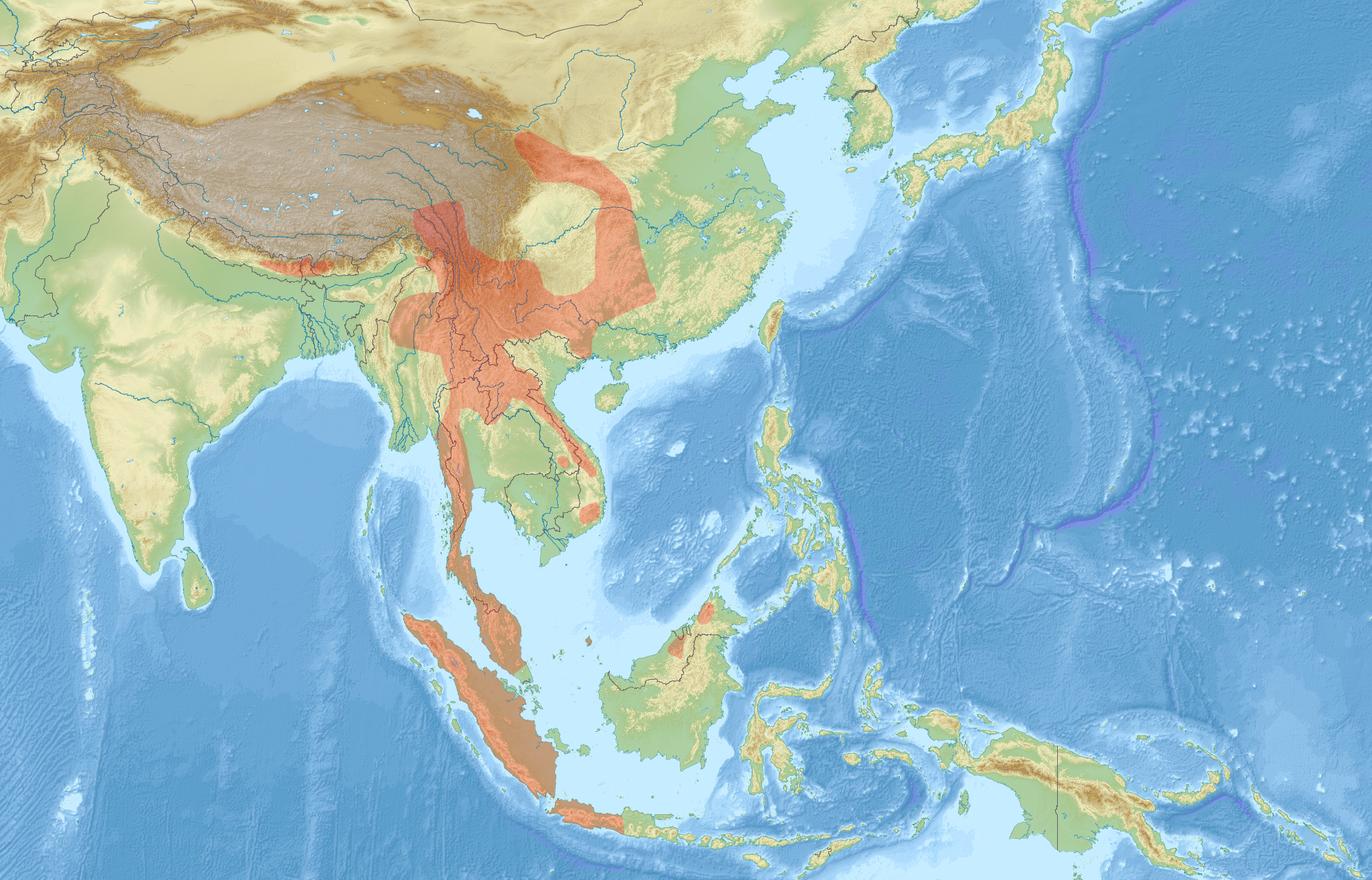
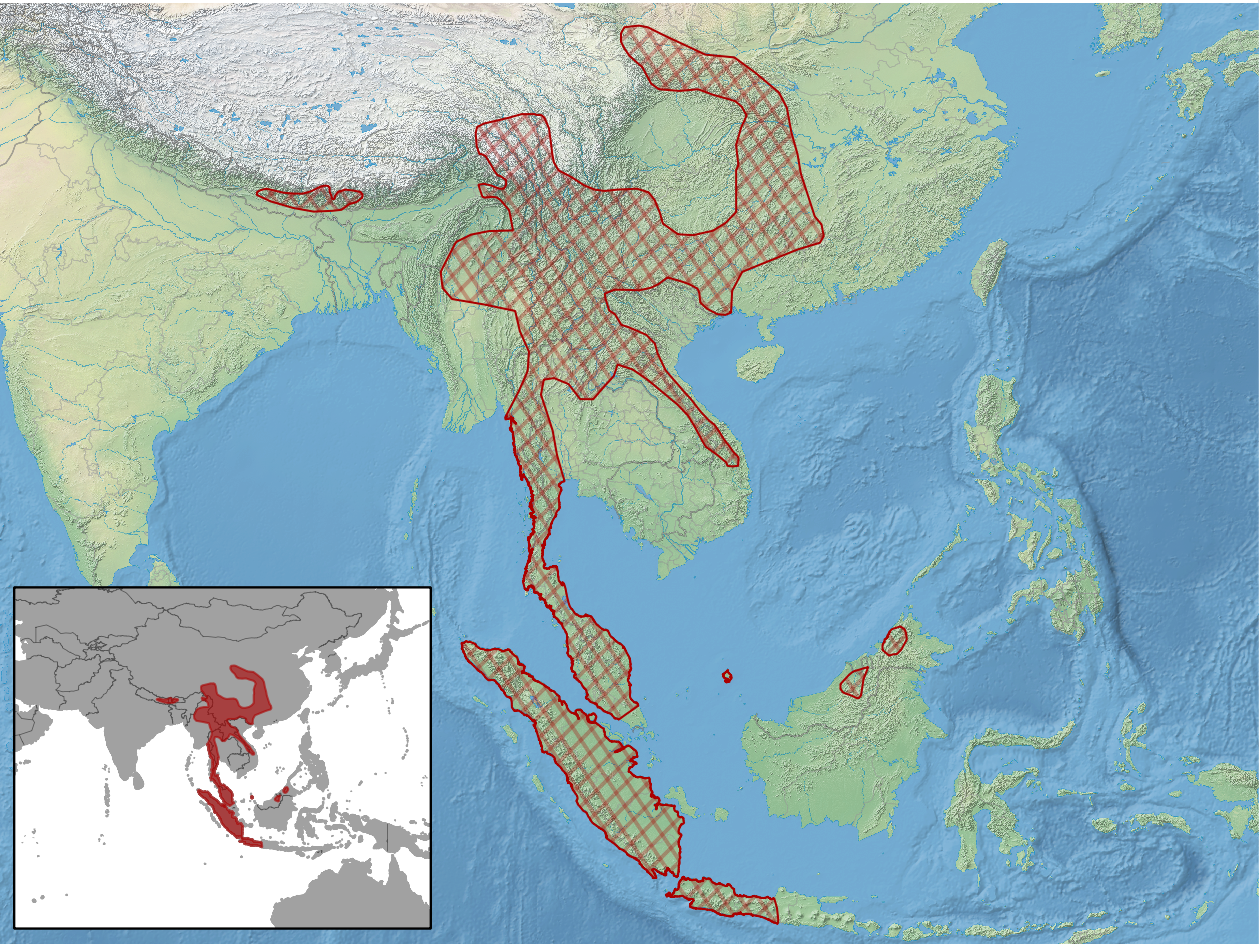
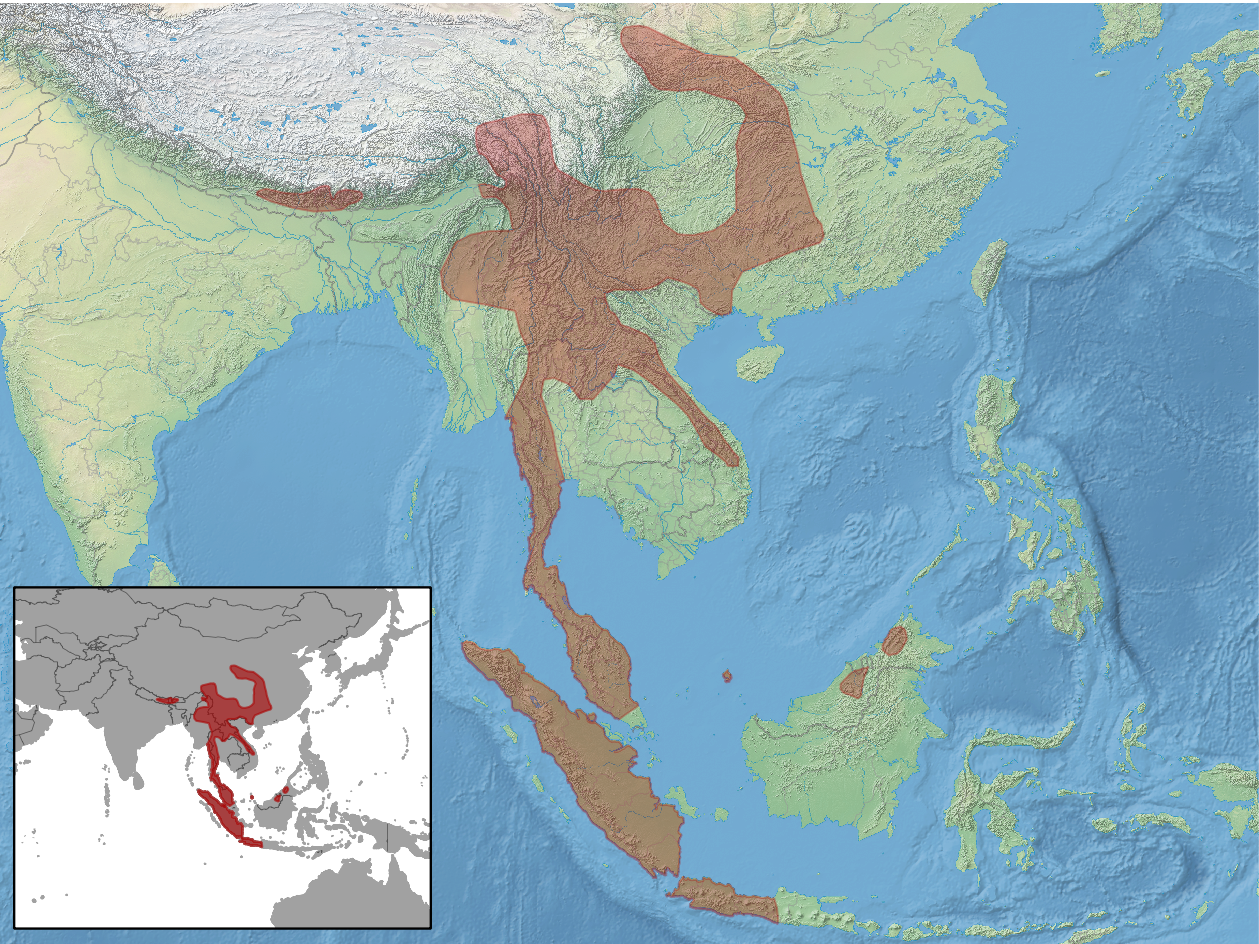
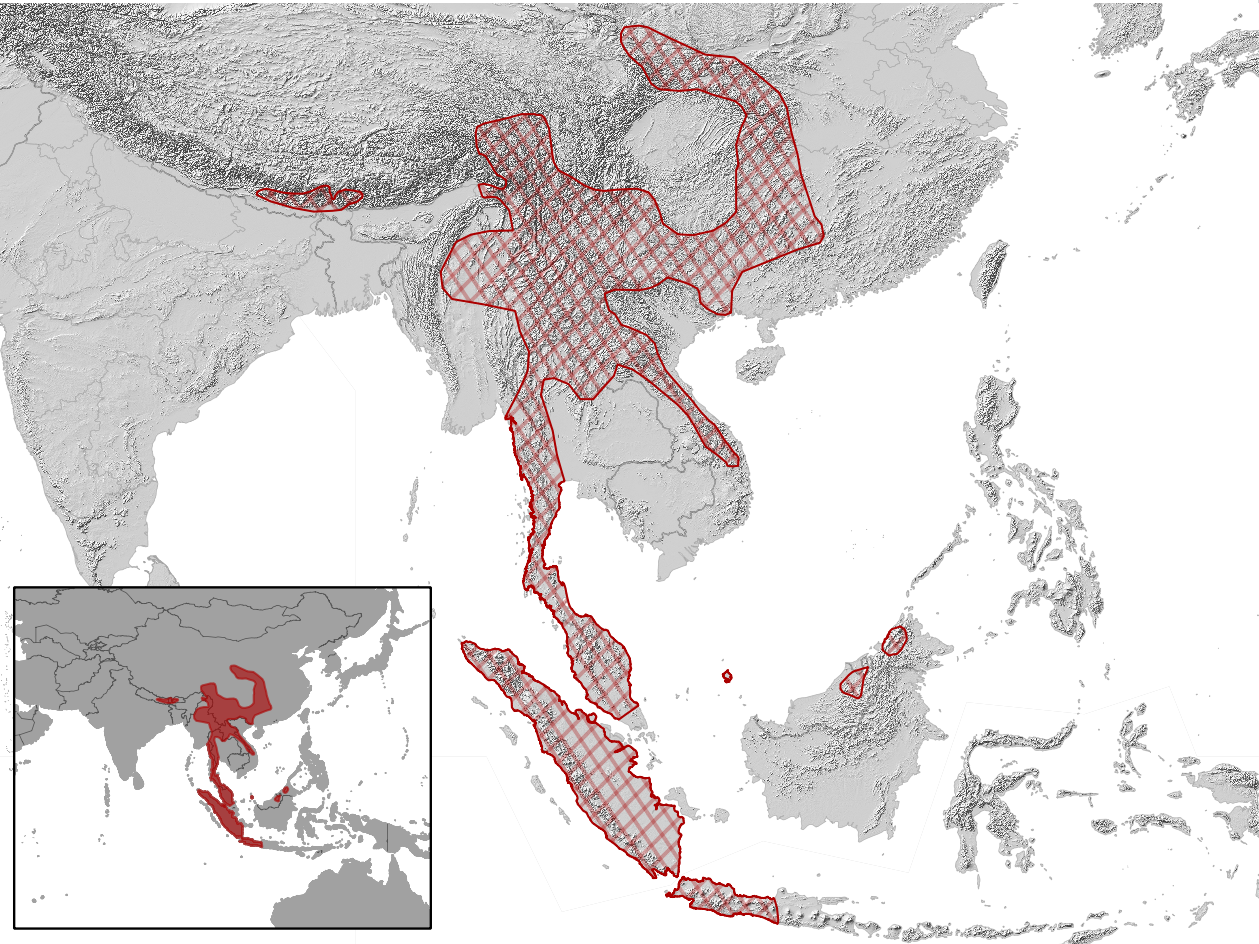